# Wasa'il al-Shia
Wasa'il al-Shia (en arabe : وَسَائِل ٱلشِّيعَة , Wasāʾil al-Shiʿah) est un livre réputé de hadiths dans l'islam chiite, compilé au XVIIe siècle par Shaykh al-Hurr al-Amili . Shaykh Al-Hurr a écrit deux éditions de ce livre, (Ahl al-bayt , 30 volumes) et (Al-Islamiyyah , 20 volumes).

## Auteur
Wasa'il al-Shia a été écrit par Al-Hurr al-Aamili et basé sur les Quatre Livres (Kitab al-Kafi, Man La Yahduruhu al-Faqih, Al-Istibsar, Tahdhib al-Ahkam) et d'autres sources chiites majeures. Ḥurr al-ʿĀmilīy est né Muḥammad ibn Ḥasan ibn ʿAlīy Mašḡarīy dans le village d'al-Mašḡarah, à Jabal ʿĀmil, aujourd'hui le sud du Liban. Il était l'un des érudits chiites dominants. Ses autres œuvres étaient al-Jawāhir al-Sanīyah fī al-Aḥādīth al-Qudsīyah, qui était la première source collectée de Hadiths divins connus sous le nom de Hadith Qudsi, et Ithbāt al-Hudāt bil-Nuṣūṣ wal-Muʿjizāt, qui concerne Imamah.

## contexte
Wasa'il al-Shia en tant que collection de hadiths en plusieurs volumes a été réalisée par Al-Ḥurr Al-ʿĀmili après vingt ans en 1677 à Tus. Le contexte principal de ce livre est renvoyé à la Jurisprudence islamique.
Le livre Wasa'il al-Shia est l'un des livres les plus complets de narrations chiites. Ce livre contient environ 36 000 rapports sur les ordres religieux, les obligations et les interdictions. Les narrations sont tirées de précédentes collections fiables de hadiths chiites du Prophète, de ses compagnons et d'Ahl al-Bayt.

## Commentaires et traductions
1. L'auteur lui-même a commencé à écrire le commentaire Tahreer Wasael ush-Shia du livre, et un volume a été rendu public.
2. Le cheikh Muhammad Razi Qazvini a écrit une shar'ah.
3. Shaikh Muhammad Suleman Muqabi a écrit une shar'ah nommée Majma ul-Ahkam
4. Le grand ayatollah Muhammad Hussain Najafi Usuli a traduit le livre en ourdou, nommé Masael ush-Sharia .

## Valeur et crédibilité
La rédaction du Wasa'il al-Shia a intéressé les universitaires et les autorités chiites. À cette époque, les principaux éléments de l'interprétation des ordres religieux et des séminaires de Shia Ijtihad sont pris en compte dans toutes les leçons de validité du Fiqh et sont cités et cités. " 
Entre le XIe et le XVIIe siècle, de nombreuses collections de Hadiths ont été préparées, dont les plus célèbres étaient Bihar al-Anwar par Allama Majlisi, Wasa'il al-Shia par Al-Hurr al-Aamili et al-Safi fi Tafsir Kalam Allah al-Wafi par Mohsen Fayz Kashani.

## Voir également
- Quatre Livres
- Islam chiite
- Bihar ul-Anwar
- Allameh Madjlessi
- Liste des livres chiites
- Man La Yahduruhu al-Faqih
- Tahdhib al-Ahkam